# ヴォストーク大隊

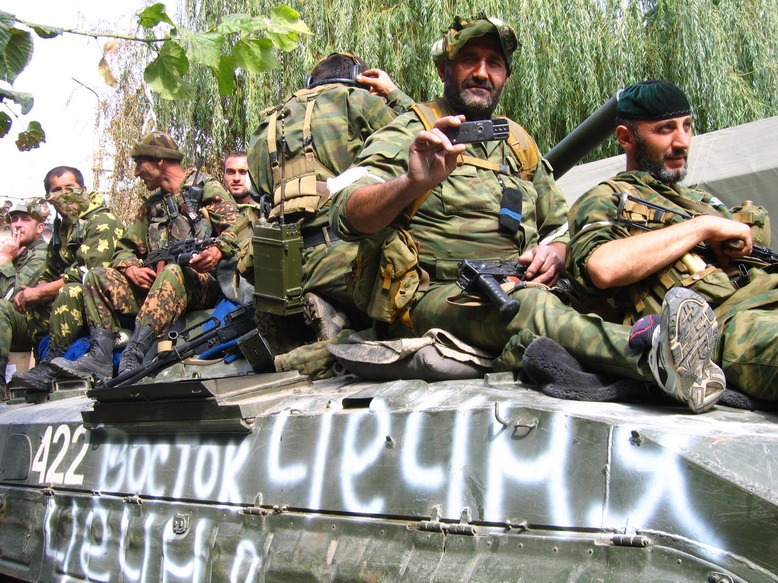
ヴォストーク大隊

ヴォストーク大隊（батальон "Восток"）は、チェチェン共和国に駐屯するロシア連邦軍第42親衛自動車化狙撃師団第291親衛自動車化狙撃連隊に配属された特殊任務大隊。ヴォストーク（ロシア語で「東」）の名称は、同大隊の担当地域にちなんでいる。

## 概要
ロシア連邦軍の系統としては、スペツナズに属し、ロシア連邦軍参謀本部情報総局（GRU）の統制も受けている。旧チェチェン・イチケリア共和国（独立派）国家親衛隊第2大隊。
総員は、800～1500人。隊員の多くは、グデルメス市出身で、同市で大きな影響力を有するヤマダエフ氏族の支持者である。ヤマダエフ氏族は、チェチェン最大の部族の1つ、ベノイ部族に属し、アスラン・マスハドフ、後にアフマド・カディロフの有力な支持基盤だった。

## 歴史
ヴォストーク大隊の前身は、ヤマダエフ氏族の支持者が構成するチェチェン・イチケリア共和国国家親衛隊第2大隊だった。同大隊は、1994年11月～1996年8月の第1次チェチェン戦争時に編成された。1998年7月、第2大隊は、グデルメス市においてアスラン・マスハドフ支持者とダゲスタンのイスラム過激派間で起こった衝突において重要な役割を果たした。
1999年11月、第2次チェチェン戦争時、グデルメス防衛を担当していたスリム・ヤマダエフ指揮下の国家親衛隊第2大隊は、アフマド・カディロフに従い、ロシア連邦に投降した。投降後、彼らは、ロシア連邦軍の指揮下に入り、独立派と戦闘を展開した。2002年3月、ヤマダエフ氏族支持者から、ロシア国防省山岳集団チェチェン共和国軍事警備司令部特殊中隊が編成された。中隊長には、ジャブライル・ヤマダエフが任命された。
2003年3月、ジャブライルがテロ行為により死亡し、スリム・ヤマダエフが中隊長となった。同年11月、中隊は、第42自動車化狙撃師団ヴォストーク大隊に改編された。
2005年6月、ヴォストーク大隊は、チェチェン・ダゲスタン国境のヴォロズディノフスカヤ村を襲撃し、現地住民1人が死亡し、11人が行方不明となった。この事件は、スキャンダルとしてロシアのマスコミで報道され、検察当局が捜査を開始した。捜査の結果、中隊長の1人が執行猶予付きの判決を受けた。
　

## 活動
ヴォストーク大隊は、グデルメス市に駐屯し、チェチェン南部と南東部（ヴェジェノ、ノジャイ・ユルト地区）で活動している。2004年初め、同大隊は、外国人傭兵アブデル・アジズ・アル=ガムディを殺害した。
GRUの任務として、諜報活動にも従事しており、イスラム教過激派に関する重要な情報源となっている。

## 南オセチア紛争

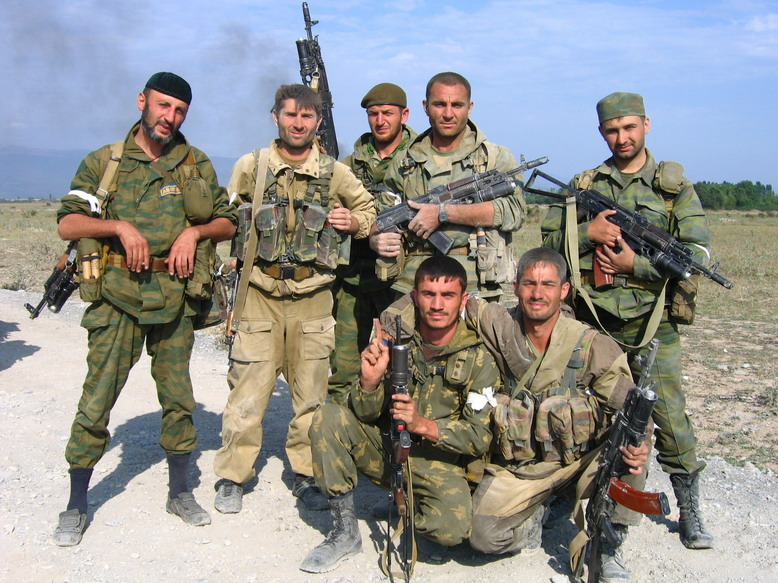
南オセチア紛争時の大隊の戦闘員。

2008年の南オセチア紛争には、ヴォストーク大隊から2個中隊が投入された。大隊兵士は、8月9日のツヒンヴァリ解放、8月13日のゴリ進軍に参加した。戦闘行動中の損害は、負傷者2名だった。

## 解体後
ヤマダエフ一族がカディロフ一族との政争に敗れたことにより、2008年にヴォストーク大隊は解体されることになった。その後、2014年にウクライナにて同名の親ロシア派武装勢力「ヴォストーク大隊」が創設された際、チェチェンの元ヴォストーク大隊の兵士が協力した(彼らを送り込んだのは、主な政争相手だったラムザン・カディロフと言われている)。